# CAMEO (satélite)
CAMEO, también conocido como Chem Act Mtrls Eject Orb, fue un satélite artificial de la NASA lanzado el 24 de octubre de 1978 desde la base aérea de Vandenberg mediante un cohete Delta.

## Objetivos
La misión de CAMEO fue liberar sustancias químicas en órbita para estudiar las interacciones de la ionosfera y la magnetosfera terrestres mediante la observación del comportamiento de las nubes de átomos neutros e iones.

## Características
El satélite estaba formado por la segunda etapa del cohete Delta que lanzó al Nimbus 7 acondicionado para albergar sistemas de telemetría y datos y los recipientes con las sustancias químicas: cuatro tanques con bario y una con litio.